# Ángela Ferreira
Ángela Ferreira (nacida en 1958) es una artista de instalaciones, videoartista, fotógrafa y escultora portuguesa y sudafricana. Ella pasa tiempo en ambos países.

## Edad temprana y educación
Ángela Ferreira nació en Maputo, anteriormente Lourenço Marques, en el Mozambique portugués en 1958 y vivió y estudió en Ciudad del Cabo durante la era del apartheid. Se graduó en escultura y también obtuvo una maestría en bellas artes (MFA) de la Michaelis School of Fine Art de la Universidad de Ciudad del Cabo. Obtuvo un doctorado de la Facultad de Bellas Artes de la Universidad de Lisboa en 2016.

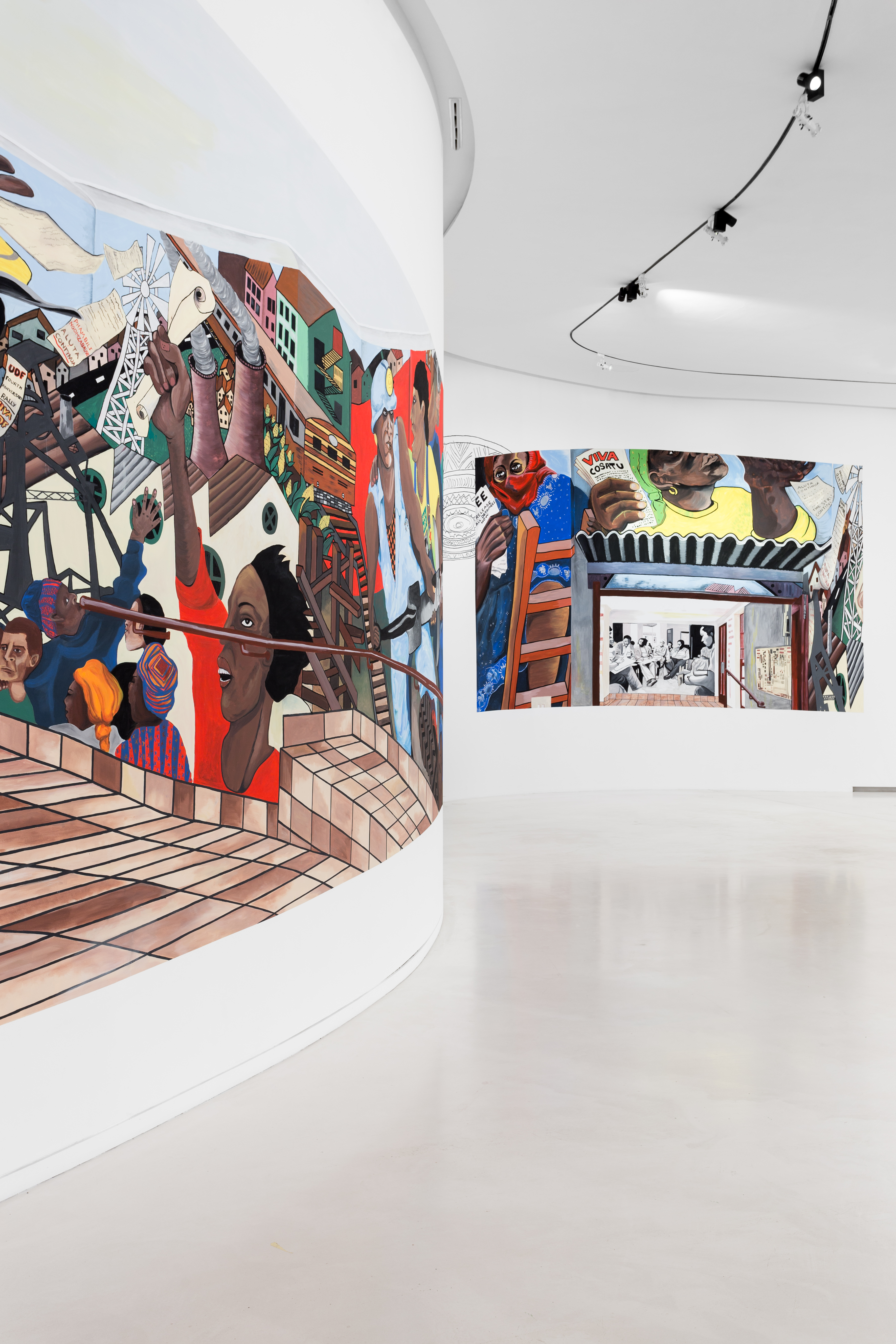
Ángela Ferreira, Mural de la Unidad Panafricana – Detalle de una exposición en el MAAT, Lisboa - 2018. Pintura acrílica sobre pared.

## Carrera
Entre 1983 y 2003, Ángela Ferreira dio clases de escultura en varias universidades de Sudáfrica. Desde 2003 es profesora asistente en la Facultad de Bellas Artes de la Universidad de Lisboa. Su trabajo creativo se ha centrado en gran medida en explorar las relaciones interculturales y de identidad entre Occidente y África, reflejando las consecuencias del colonialismo y el poscolonialismo en la sociedad contemporánea. Fue la primera artista portuguesa en elegir el pasado colonial del país como tema. En 1989 y 1990 obtuvo una beca de la Fundación Calouste Gulbenkian y fue artista invitada en el Centro de Arte & Comunicação Visual de Lisboa.
En 1995 Ángela Ferreira participó en la Bienal de Caldas da Rainha, ganando el premio de escultura. Entre 1996 y 1997 emprendió un proyecto en la Fundación Chinati, un museo de arte contemporáneo en Marfa, Texas, que había sido establecido por el artista Donald Judd. Creó una instalación que evocaba a la artista popular sudafricana Helen Martins. En 1998 expuso en la Exposición Multicultural Kanimambo en Lisboa, como parte de la Exposición Mundial de Lisboa de 1998. En 2003 fue investigadora asociada honoraria en la Michaelis School of Fine Art. En 2007, Ángela Ferreira representó a Portugal en la 52.ª Bienal de Venecia. Su proyecto consistió en una documentación fotográfica y una escultura realizada a partir de su investigación de tres Casas Tropicales del arquitecto francés Jean Prouvé (1901-1984), que fueron construidas en las ciudades de Niamey en Níger y Brazzaville en la República del Congo entre 1949 y 1951 y eliminado en 2001. Ángela Ferreira también contribuyó a las bienales de Estambul (1999), São Paulo (2008) y Bucarest (2010) y ha expuesto ampliamente en Portugal, así como en Finlandia, Francia, México, Sudáfrica y Estados Unidos. Entre sus instalaciones públicas se encuentran contribuciones al Frieze Sculpture Park en Londres en 2008 y exhibiciones en Graz, Austria y Lubumbashi, República Democrática del Congo.
En 2014 Ángela Ferreira realizó una exposición individual, Indépendance Cha Cha, en la galería Lumiar Cité de Lisboa. Esta exposición fue una continuación del proyecto que desarrolló para la Bienal de Lubumbashi, inspirándose en la arquitectura colonial del centro de Lubumbashi y yuxtaponiendo su trabajo con dos videos: uno que considera el trabajo forzoso en las minas de esa zona; el otro muestra una interpretación de Indépendance Cha Cha, una canción de Joseph Kabasele, que se convirtió en himno de los movimientos independentistas en el África francófona en la década de 1960. Por este trabajo, Ferreira recibió el Premio de Fotografía Novobanco en 2015. En 2015 presentó una exposición individual en el Centro de Asuntos de Arte y Arquitectura de Guimarães, Portugal, que reunió obras producidas entre 2008 y 2012. En 2018, Ferreira fue investigadora honoraria en la Universidad de Witwatersrand en Sudáfrica. Más recientemente, su obra formó parte de una exposición de mujeres artistas portuguesas en el Museo Calouste Gulbenkian, titulada Tudo o que eu quero (Todo lo que quiero), que formaba parte del programa cultural de la Presidencia portuguesa del Consejo de Europa.
El trabajo de Ferreira se puede encontrar en varias colecciones públicas, incluidas las del Museo de Arte, Arquitectura y Tecnología (MAAT), Lisboa; la Fundación EDP, Lisboa; la Fundación Calouste Gulbenkian; la Fundación Serralves, Oporto ; el Centro de Arte Contemporáneo de Galicia (CGAC), en Santiago de Compostela ; la Fundación Market Gallery, Johannesburgo ; y la Galería Nacional Sudafricana Iziko, Ciudad del Cabo.